# Grupa amidowa

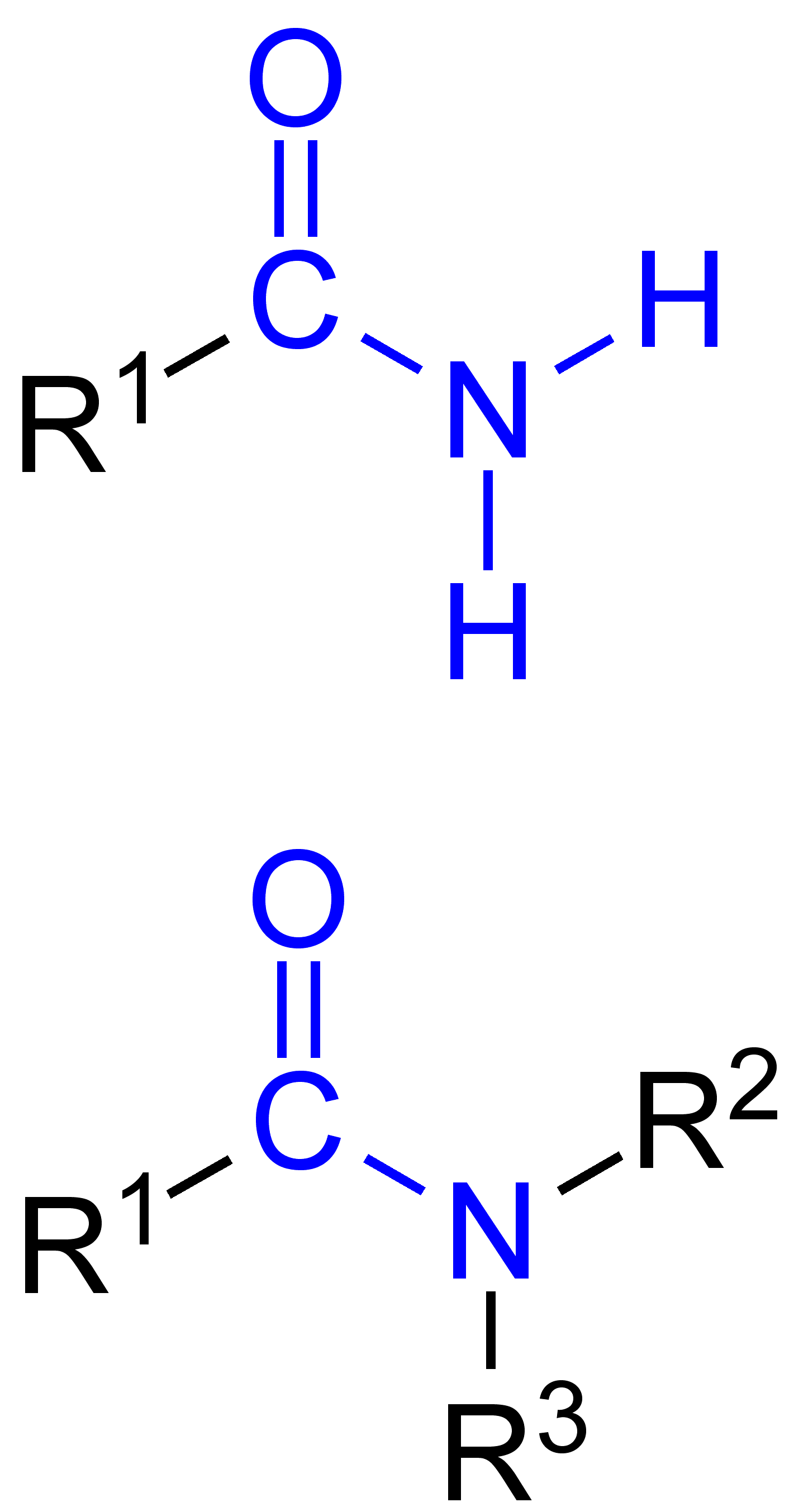
Grupy karboksyamidowe

Cyklofosfamid zawiera dwa wiązania amidofosforanowe i jedno estrowe

Grupa amidowa (wiązanie amidowe) – grupa funkcyjna, charakterystyczna dla amidów, składająca się z fragmentu kwasu tlenowego, w którym jedna grupa hydroksylowa została zastąpiona grupą aminową (wolną −NH2 albo podstawioną, czyli −NHR lub −NR2). W nazwie grupy można uwzględnić rodzaj reszty kwasowej, na przykład grupa karboksyamidowa, sulfonamidowa, amidofosforanowa (zwykle triamidofosforanowa, ale możliwa jest też diamidofosforanowa i monoamidofosforanowa). Pochodne kwasów karboksylowych mają wiązanie amidowe o strukturze −C(=O)−N<. W białkach wiązanie amidowe nazywane jest peptydowym.